# Нарышкин, Василий Фёдорович
Василий Фёдорович Нарышкин (умер в 1702 году) — боярин из рода Нарышкиных, двоюродный дядя Петра I.

## Биография
Василий Нарышкин был старшим из трёх сыновей незнатного тарусского дворянина Фёдора Полиектовича Нарышкина и его жены Евдокии Петровны (в девичестве Хомутовой), племянницы жены Артамона Матвеева. Таким образом, вторая жена царя Алексея Михайловича Наталья Кирилловна приходилась Василию Фёдоровичу двоюродной сестрой.
Нарышкин оказался членом ближайшего царского окружения в 1671 году, когда Наталья Кирилловна стала царицей. Годом позже, в день рождения царевича Петра, отец Василия стал думным дворянином. В 1673 году Василий, бывший до этого стольником, был пожалован в комнатные спальники. В 1675 году он сопровождал царя во время его богомолья и загородных поездок.
После смерти Алексея в 1676 году Нарышкины были оттеснены от власти и вернулись к ней в 1689 году, после свержения царевны Софьи. Василий Фёдорович, с 1688 года служивший своему двоюродному племяннику Петру I как комнатный спальник, в 1691 году стал окольничим, а затем — боярином. Он участвовал в Кожуховском потешном военном действии (1694 год) и в обоих Азовских походах (1695, 1696 годы).
Василий Нарышкин умер в 1702 году.

## Семья
Василий Фёдорович был женат на княжне Ульяне Львовне Волконской, но детей не имел.